# II. Lajos címzetes nápolyi király
II. Lajos (franciául: Louis II d'Anjou), (Toulon, 1377. október 7. – Angers, 1417. április 29.) Anjou hercege, Provence és Maine grófja, címzetes nápolyi király 1384-től haláláig. Megpróbált érvényt szerezni nápolyi trónigényének, de hosszú harcai végül nem vezettek eredményre.

## Élete
I. Lajos címzetes nápolyi király fiaként született, és édesapja halála után örökölte annak címeit. VII. Kelemen ellenpápa Nápoly királyává is koronázta, noha ott valójában Anjou László uralkodott. 1390-től 1399 Lajos rendezkedett be Nápolyban, míg végül Lászlónak sikerült elűznie. Lajos ekkor provence-i birtokaira vonult vissza.
Lajos 1409-ben V. Sándor ellenpápát ismerte el törvényes egyházfőnek, aki őt ismét Nápoly királyának ismerte el. Lajos Rómába ment harcolni a várost elfoglaló nápolyi seregek ellen, majd 1409–1410 között sikertelen hadjáratot folytatott Nápoly megszerzésére. XXIII. János ellenpápa ismét Rómába hívta Lajost, akinek ekkor (1411. május 11.) sikerült legyőznie László seregeit Roccasecca városánál. Mivel a pápa Lajos győzelme után átállt László oldalára, a címzetes király kénytelen volt franciaországi birtokaira visszanulni. Nevezetes tette, hogy 1415-ben életre hívta az aix-i parlamentet, és kiterjesztette az aix-i és az angers-i egyetem kiváltságait. Két év múlva, 1417-ben hunyt 40. életévében. Örököse fia, III. Lajos címzetes nápolyi király lett.